# Chalcedonische geloofsbelijdenis
De Chalcedonische geloofsbelijdenis werd opgesteld tijdens het Concilie van Chalcedon in 451 en kan gezien worden als toelichting op het Concilie van Efeze uit 431, waar werd bevestigd dat de Christus in één persoon zowel volkomen God is als volkomen mens. De term geloofsbelijdenis is echter incorrect. Op het Concilie van Constantinopel van 381 is besloten geen geloofsbelijdenissen meer te schrijven. Daarom is dit geen geloofsbelijdenis, maar een definitie. Bijeengekomen in Chalcedon wilde men verduidelijken hoe dit goddelijke en dit menselijke zich binnen deze ene Persoon verhouden. Dit christologisch vraagstuk vormde de aanleiding voor de tweenaturenleer. In de uiteindelijke tekst van het concilie wordt de nadruk gelegd op de twee onvermengde, onveranderlijke, ondeelbare, en onscheidbare naturen in Christus, te weten de goddelijke en de menselijke natuur:
"Wij belijden, in navolging van de heilige vaders, allen eenstemmig dat onze Heer Jezus Christus één en dezelfde Zoon is, volmaakt in zijn Godheid en volmaakt in zijn mensheid, waarlijk God en waarlijk mens, bestaande uit een redelijke ziel en een lichaam, één van wezen met de Vader naar zijn Godheid en één van wezen met ons naar zijn mensheid, ons in alles gelijk, uitgenomen de zonde, van eeuwigheid uit de Vader gegenereerd naar zijn Godheid, maar in het laatst der dagen omwille van onze zaligheid uit de Maagd Maria, de moeder Gods, geboren naar zijn mensheid, één en dezelfde Christus, Zoon, Heer, Eniggeborene, in twee naturen, onvermengd, onveranderd, ongedeeld, ongescheiden; daarbij wordt het onderscheid tussen de naturen in generlei wijze tenietgedaan door de vereniging, maar veeleer de kenmerkende eigenschap van elke natuur bewaard en samengebracht in één persoon en één hypostase, niet alsof Christus is gescheiden of verdeeld in twee personen, maar één en dezelfde Zoon en eniggeboren God, Woord, Heer, Jezus Christus; precies zoals de profeten vanaf het begin betreffende hem hebben gesproken en onze Heer Jezus Christus ons heeft geleerd, en de geloofsbelijdenis van de vaders ons heeft doorgegeven."
Deze tekst wordt in tegenstelling tot de Geloofsbelijdenis van Nicea-Constantinopel niet gebruikt in de liturgische vieringen van de protestantse kerken, noch in de rooms-katholieke, noch in de oosters-orthodoxe kerken. De oriëntaals-orthodoxe kerken aanvaarden deze tekst niet; daarom worden zij "niet-chalcedonische kerken" genoemd.